# Новаковића кућа у Краљеву
Новаковића кућа у Краљеву изграђена је  1928. године у центру града недалеко од великог кружног трга, представља непокретно културно добро као споменик културе.
Наследници Јована Новаковића, познатог краљевачког земљопоседника, трговца и председника општине у два мандата, подигли су ново, модерно здање на месту старе породичне куће. Близина Врњачке Бање имала је утицаја на изглед, обликовање и архитектонско решење куће, издељене на три целине, по намени просторија, спољашној обради фасада и висинама. Према улици је окренут репрезентативни део са салонима у приземљу и собама са балконима на спрату, док су према унутрашњем дворишту смештене кухиња, трпезарија и перионица, а испод се налазе подрумске просторије. Велики степенишни простор са улазом издваја се као трећа целина. Главни улаз у здање је из дворишта са југоисточне стране, преко једнокраког каменог степеништа са оградом од кованог гвожђа. Фасаде су украшене плитком рељефном декоративном пластиком изведеном у малтеру. Богато профилисан кровни венац са детаљима јајасте киме, прати линију изломљеног крова. Ограде на тераси окренутој према улици, као и на тераси у приземљу дворишне стране, изведене су од кованог гвожђа са украсима у виду геометријских фигура. На лођи и балкону дворишне стране здања ограда је са балустерима.